# 希腊共产主义文库马克思主义党
希腊共产主义文库马克思主义党（希臘語：Κομμουνιστικό Αρχειομαρξιστικό Κόμμα Ελλάδας，缩写为KAKE）是希腊历史上的一个共产主义政党，活跃于1934年—1951年。在不同的时期，该党也以希腊文库马克思主义党和希腊文库马克思主义社会党的名义运作。该党奉行文库马克思主义（马克思列宁主义和托洛茨基主义的子流派），并且似乎是该意识形态的最后一支力量。在1936年希腊立法选举中，该党获得1148张选票。在1951年希腊立法选举中，该党仅获53张选票；不久，该党瓦解。
1950年代，该党的长期领导人迪米特里斯·乔托普洛斯结束流亡，从法国回到希腊，成为右翼政权的合作者，参与反共活动；他的儿子亚历山德罗斯·乔托普洛斯不齿父亲的反共思想，后成为1969年—2002年活跃的城市游击队十一月十七日革命组织的领导人。